# متلازمة أوتاهارا
متلازمة أوتاهارا هي اعتلال صرعي يصيب الدماغ. تتميز هذه المتلازمة ظاهريًا بالتشنجات النشطة، ونوبات الصرع الجزئية، وتلقت اسمها المفصل بسبب نمط قمع الاندفاع الناتج عن التخطيط الكهربائي للدماغ. وهي اضطرابات عصبية شديدة الإنهاك، تتميز بنوبات صعبة وإعاقات ذهنية شديدة. لم يتم التعرف على سبب واحد لها، على الرغم من وجود تلف مخي في كثير من الحالات.

## العلامات والأعراض
تعتبر متلازمة أوهارا نادرة الحدوث كذلك مرتبطة بالعمر المبكر، مع بداية نوبات الصرع خلال الثلاثة أشهر الأولى من الحياة، وغالبًا في الأيام العشرة الأولى. تتطور الكثير من الحالات، وليس كلها، إلى نوبات أخرى من الصرع تسمى متلازمة ويست ومتلازمة لينوكس غاستو.
المظهر الرئيسي الخارجي لمتلازمة أوهارا، عادة ما تكون نوبات نشطة (نوبات بكامل الجسم مع تصلب مفاجئ للأطراف). النوبات الأخرى التي من الممكن حدوثها هي النوبات الجزئية، التشنجات الطفولية، ونادرًا نوبات الرمع العضلي، إضافة إلى تلك النوبات يظهر الأطفال إعاقات جسدية وعقلية.
عند فحصها سريريًا، تتميز متلازمة أوهارا بنمط (قمع الاندفاع) على المخطط الكهربائي للدماغ. ويعتبر هذا النمط تفريغ لموجة تصاعدية عالية الجهد يتبعها موجة نشاط دماغي قليل.
تم تسميتها نسبًة لعالم الأعصاب الياباني شونسوكي أوتاهارا (1930–2013)، الذي تعرف عليها عام 1976.

## الأسباب
لم يتم تحديد سبب واحد لمتلازمة أوهارا. في معظم الحالات، هناك ضمور شديد لكل من نصفي الدماغ. قليلًا ما يُعتقد بأن أصل تلك المتلازمة هي متلازمة التمثيل الغذائي. على الرغم أنه تم النشر بعدم وجود صلة جينية للمتلازمة، فقد ارتبطت عدة جينات منذ ذلك الحين بمتلازمة أوتاهارا، حيث يمكن أن تأتي مع الطفرات (ARX)، (CDKL5)، (SLC25A22)،(STXBP1)، (SPTAN1)، (KCNQ2)، ( ARHGEF9)، (PCDH19)، (PNKP)، (SCN2A)، (PLCB1)، (SCN8A).ومن المرجح آخرين لم يتم ذكرهم.
ارتبطت مجموعة متنوعة من التشوهات الهيكلية بمتلازمة أوتاهارا، بما في ذلك تنخرب الدماغ، انعدام تكون الأجسام الحلمية، خلل التنسج العاجي، نقص التأكسج، وغيرها من الأمراض الأخرى.
تشمل الاضطرابات الأيضية المصاحبة لمتلازمة أوتاهارا، ارتفاع السكر غير الكيتوني في الدم، نقص أوكسيديز السيتوكروم سي، نقص فيتامين ب6، نقص الكارنتين، متلازمة لي، وفي الآونة الأخيرة تم ملاحظتها في مريض يعاني من نقص البيوتينيداز، واثنان يعانون من قصور السلسلة التنفسية الميتوكوندريا، أحد المرضى الذين يعانون من قصور السلسلة التنفسية الميتوكوندريا أظهر صغر بحجم الرأس، ترقق الجسم الثفني، الضمور القشري، أظهر المريض الأخر تصوير طبيعي في الجمجمة، نقص أوكسيديز السيتوكروم سي، والذي قد يؤدي إلى استنزاف الطاقة أثناء النمو مما يؤدي بدوره إلى إزالة الميالين وتشوهات في الهجرة العصبية.

## التشخيص
يعتمد التشخيص على العرض السريري وعلى أنماط مخطط الدماغ الكهربائي.
تظهر متلازمة أُوهارا في مرحلة الطفولة المبكرة، خلال الأشهر الثلاثة الأولى من العمر، وغالبًا في غضون أول الأسبوعين الأولين. يُصاب الطفل بتشنجات نشطة حادة عامة أو في جانبيه فقط، تستمر التشنجات عادةً حتى 10 ثوانٍ، ويمكن أن تحدث مئات المرات في اليوم. ما يقرب من ثلث المرضى الذين يعانون من متلازمة أوتاهارا سيطورون أنواعًا أخرى من النوبات، أو نوبات الحركة البؤرية الأكثر شيوعًا، متلازمة الصرع النصفي.
نسبة التعافي من تلك المتلازمة ضعيفة بشكل عام. حيث يموت مرضى متلازمة أوتاهارا بشكل متكرر خلال فترة الرضاعة، والناجون يظهرون دائمًا ضعفًا حركيًا، سواء تم التحكم في النوبات أم لا.

### التشخيص التفريقي
يشترك اعتلال الدماغ النخاعي المبكر ومتلازمة أوتاهارا في العديد من الميزات، بما في ذلك عمر المريض، ونمط المخطط الكهربائي الدماغي المماثل، ونوبات الصرع مستعصية، وسوء نسبة التعافى. نوبات الصرع والتشنجات الحركية البؤرية غالبًا ما يتم ملاحظتهم في كلا المتلازمتين. وبالتالي يمكن أن يكون التمييز بينهم أمرًا صعبًا، خاصة في الوقت المبكر من حدوث أي منهما.

## العلاج
كما تم ذكره آعلاه توقعات التعافي سيئة. يمكن استخدام مضادات التشنجات وستيرويدات الجلوكوكورتيكويد في محاولة للسيطرة على النوبات، لكن فعاليتها محدودة. ترتبط معظم العلاجات بالأعراض والحياة اليومية التي تختلف من شخص لآخر.
ليست هناك أدلة قاطعة تدعم استخدام العقاقير المضادة للصرع للحد من هذه النوبات. أظهر الفينوباربيتال، فالبروات، البيريدوكسين، الزونيساميد، والبنزوديازيبينات جميعها فعالية محدودة في التحكم في نوبات متلازمة أوتوهارا، كذلك يمتلك العلاج بالهرمونات القشرة الكظرية أيضًا فعالية محدودة، لكن قد يكون مفيدًا نوعًا ما في حالات متلازمة أوتاهارا التي تتطور إلى متلازمة ويست. لم يكن لأي من الأدوية المضادة للصرع فعالية في علاج اعتلال الدماغ النخاعي المبكر، ولا توجد طرق بديلة للسيطرة على تلك النوبات مثل العلاج بالهرمونات القشرية الكظرية، والستيروئيدات القشرية، والبيريدوكسين. تم الإبلاغ عن الحالات المصابة باعتلال الدماغ النخاعي المبكر التي تفاقم الأمر فيها بعد تناول عقار الفيغاباترين. كذلك تم الإبلاغ عن بعض النتائج الناجحة في السيطرة على النوبات عند اتباع نظام غذائي كيتوني في متلازمة أوتاهارا فقط، وليس في الحالات المصابة باعتلال الدماغ النخاعي المبكر.

## الحالات البارزة
إيفان كاميرون، ابن ديفيد كاميرون، الزعيم السابق لحزب المحافظين البريطاني ورئيس وزراء المملكة المتحدة، كان يعاني من الشلل الدماغي. توفي عن عمر يناهز السادسة في 25 فبراير 2009، بينما كان والده لا يزال زعيم المعارضة.
الدكتور وليام إتش توماس، طبيب أمريكي، لديه ابنتان مصابتان بهذه المتلازمة. تحدث عنهم خلال مقابلة خدمة البث العامة (PBS).